# 松田幸一
松田幸一（まつだこういち、1947年4月15日 - ）は、富山県魚津市出身のハーモニカ奏者である。通称アリちゃん。1969年より翌年にかけて中川イサト、瀬尾一三、金延幸子らと「愚」として活動。30年以上スタジオ・ミュージシャンとして数々のアーティストのレコーディングやライブに参加。その作品は100を越す。ソロ・アーティストとしてもライブ活動を続ける一方、ラストショウ、1972年に結成したアーリータイムスストリングスバンドのメンバーである。

## ディスコグラフィー

### アルバム
- VOICE OF HARMONICA（1996年3月）
- SILK TOUCH（1996年）2007年再発
- Harmonica Paradise（2002年6月）
- Harmonica a la mode（2008年1月）
- Popity Pop（2009年8月）

## 参加作品

### あ行
- 泉谷しげる
  - 「黄金狂時代」（1974年）
  - 「ライブ!!泉谷　王様たちの夜」（1975年）
- 荒井由実「COBALT HOUR」（1975年6月20日）
- アグネス・チャン「MeiMei いつでも夢を」（1976年）
- Original Love
  - 『風の歌を聴け』（1994年6月27日）
  - 『RAINBOW RACE』（1995年5月17日）
  - 『Desire』（1996年7月19日）
  - 『ELEVEN GRAFFITI』（1997年7月2日）

### か行
- 金延幸子「Fork in the Road」（1998年10月25日）
- カーネーション「It's a Beautiful Day」（1995年8月19日）
- 木之内みどり「グッド・フィーリング」（1976年）
- キリンジ「KIRINJI RMX 2」（2002年4月24日）
- KinKi Kids「情熱」（2001年5月23日）
- GONTITI
  - 「SUNDAY MARKET」
  - 「冬の日本人」
  - 「無能の人」
  - 「Red Box」

### さ行
- ZABADAK「遠い音楽」（1990年10月25日）
- サニーデイ・サービス『MUGEN』（1999年10月20日）
- さだまさし「家族の肖像」（1991年7月25日）
- 佐藤GWAN博
  - 「青空」
  - 「星空」
  - 「おやすみお月さん」
- 鈴木慶一とムーンライダース「火の玉ボーイ」（1976年1月25日）

### た行
- 高田渡
  - 「渡」
  - 「日本に来た外国詩 . . . 。」
  - 「タカダワタル的」
- 高橋幸宏
  - 「Lifetime,Happy Time 幸福の調子」（1992年3月18日）
  - 「HEART OF HURT」（1993年1月27日）
  - 「MR.YT」（1994年11月16日）
  - 「A RAY OF HOPE」（1998年3月18日）
- 竹中直人「MERCi BOKU」（1999年5月25日）
- T.M.Revolution「The Force」（1999年3月10日）

### な行
- 中川イサト「SAYONARA」「1970年」「律とイサト」
- 中島みゆき「時代-Time goes around-」（1993年10月21日）
- なぎら健壱「街の風になって」（1974年）

### は行
- パール兄弟
  - 「六本木島」
  - 「大ピース」
- はっぴいえんど「ライヴ・はっぴいえんど」（1973年9月21日）
- ヒックスヴィル
  - 「空色模様」
  - 「Sunset_Blvd.」
- 福山雅治「f」（2001年4月25日）
- 古井戸「酔醒」（1975年10月1日）
- 堀内孝雄「あいつが死んだ晩」（1978年）
- 堀江由衣 「水たまりに映るセカイ」（「着心地の悪い恋なんて 」のみ参加）（2000年12月21日）

### ま行
- 南こうせつ
  - 「こんな静かな夜」
  - 「サマーピクニック」
  - 「帰れない季節」
  - 「夢の時間」
  - 「夢の彼方へ」
  - 「いつか来た道」

### や行
- 山本耀司「Compulsion/Yohji Yamamoto Collection Music」（1991年5月25日）
- 山根康広
  - 「DESTINY」（1994年4月21日）
  - 「Born in 66」（1995年9月20日）
  - 「Mr. FRIENDS」（1997年6月25日）

### ら行
- ロッテンハッツ
  - 「SUNSHINE」
  - 「SMILE」